# Rade Mihaljčić
Rade Mihaljčić (en serbe cyrillique : Раде Михаљчић ; né le 21 janvier 1937 à Srednja Jurkovica et mort le 26 mars 2020 à Belgrade) est un historien bosno-serbe, spécialiste de l'histoire médiévale,. Il a été membre de l'Académie des sciences et des arts de la République serbe.

## Biographie
Rade Mihaljčić est né le 21 janvier 1937 à Srednja Jurkovica, près de Gradiška. Il a fréquenté les écoles élémentaires de Sisak et de Kotor Varoš avant de suivre les cours du lycée de Banja Luka. Il poursuit des études d'histoire en 1960 à la Faculté de philosophie de l'université de Belgrade, où il est élu assistant en 1962. À la même faculté, en 1965, il soutient son mémoire de maîtrise intitulé Selište, une contribution à l'histoire des localités urbaines dans l'État médiéval serbe. En 1966 et 1967, il se spécialise à Aix-en-Provence auprès du professeur Georges Duby, puis à l'université d'Athènes en tant que boursier du gouvernement grec. En 1971, à la Faculté de philosophie de Belgrade, il soutient sa thèse de doctorat sur La fin de l'empire serbe ; puis il y enseigne l'histoire du Moyen Âge, d'abord en tant que professeur (1984) puis en tant que chef du Département d'histoire du Moyen Âge de cette faculté ; il enseigne ensuite à la Faculté de philosophie de l' université de Banja Luka et, en 2009, cette université lui décerne le titre de professeur émérite.
Rade Mihaljčić est mort à Belgrade le 26 mars 2020,.

## Récompenses et distinctions
Pour son ouvrage Junaci kosovske legende (Héros de la légende du Kosovo), Rade Mihaljčić a reçu le prix d'octobre de la ville de Belgrade et le prix littéraire BIGZ. Il a été lauréat du prix Braća Karić pour ses travaux de recherche scientifique. Il est membre de l'Association des écrivains de Serbie.

## Ouvrages et contributions

### Monographies
- (sr) Rade Mihaljčić, Kraj srpskog carstva [« La Chute de l'Empire serbe »], Belgrade, Srpska književna zadruga, 1975, 325 p. (lire en ligne)
- (sr) Rade Mihaljčić, Lazar Hrebeljanović: istorija, kult, predanje [« Lazar Hrebeljanović : histoire, culte, tradition »], Belgrade, Nolit, 1984, 375 p. (lire en ligne)
- (sr) Rade Mihaljčić, Junaci kosovske legende [« Héros de la légende du Kosovo »], Belgrade, Beogradski izdavačko-grafički zavod, 1989, 310 p. (lire en ligne)
- (en) Rade Mihaljčić, The Battle of Kosovo in History and in Popular Tradition [« La Bataille du Kosovo dans l'histoire et dans la tradition populaire »], Belgrade, Beogradski izdavačko-grafički zavod, 1989, 247 p. (lire en ligne)
- (sr) Rade Mihaljčić, Bezimeni junak [« Le Héros sans nom »], Novi Sad, Slavija, 1995, 89 p. (ISBN 9788643100486, lire en ligne)
- (sr) Rade Mihaljčić et Jelka Ređep, Boj na Kosovu u bugaršticama i epskim pesmama kratkog stiha [« La Bataille du Kosovo dans les chansons bulgares et dans les chansons épiques en vers courts »], Novi Sad, 1995
- (sr) Rade Mihaljčić, Prošlost i narodno sećanje [« Le passé et la mémoire nationale »], Belgrade, Gutenbergova galaksija, 1995 (ISBN 86-7058-015-2, lire en ligne)[5]
- (sr) Rade Mihaljčić et Jelka Ređep, Narodne pesme o Kosovskom boju [« Les Chants populaires sur la bataille du Kosovo »], Belgrade, 1997
- (sr) Rade Mihaljčić, Izvorna vrednost stare srpske građe [« La Valeur en tant que sources des vieux documents serbes »], Belgrade, Srpska školska knjiga, 2001, 334 p. (ISBN 9788683565061, lire en ligne)
- (sr) Rade Mihaljčić, Vladarske titule oblasnih gospodara. Prilog vladarskoj ideologiji u starijoj srpskoj prošlosti [« Les Titres de souverain des seigneurs régionaux. Une contribution à l'idéologie du souverain dans l'ancien passé serbe »], Belgrade, Srpska školska knjiga, 2001, 315 p. (ISBN 9788683565078, lire en ligne)
- (sr) Rade Mihaljčić, Zakoni u starim srpskim ispravama, pravni propisi, prevodi, uvodni tekstovi i objašnjenja [« Les Lois dans les anciens documents serbes, réglementations juridiques, traductions, textes introductifs et explications »], Belgrade, Académie serbe des sciences et des arts, 2006, 233 p. (ISBN 86-7025-419-0, lire en ligne)
- (sr) Rade Mihaljčić, Ogledi o starom srpskom pravu [« Essais sur l'ancien droit serbe »], Banja Luka - Istočno Sarajevo, 2013

### En collaboration
- (sr) Sima Ćirković (rédacteur) et Rade Mihaljčić (rédacteur), Enciklopedija srpske istoriografije [« Encyclopédie de l'historiographie serbe »], Belgrade, Knowledge, 1997 (lire en ligne)
- (sr) Sima Ćirković (rédacteur) et Rade Mihaljčić (rédacteur), Leksikon srpskog srednjeg veka [« Lexique du Moyen Âge serbe »], Belgrade, Knowledge, 1999 (lire en ligne)

### Articles
- (sr) « Selišta. Prilog istoriji naselja u srednjovekovnoj srpskoj državi » [« Les localités. Une contribution à l'histoire des localités dans l'État serbe médiéval »], Revue de la Faculté de philosophie de l'université de Belgrade, no IX-1,‎ 1967, p. 173–224
- (sr) « Gde se nalaѕio grad Petrus? » [« Où la forteresse de Petrus était-elle située ? »], Prilozi KJIF, nos 34, 3–4,‎ 1968, p. 264–267
- (sr) « Bitka kod Aheloja » [« La bataille d'Achéloos »], Revue de la Faculté de philosophie de l'université de Belgrade, no XI-1,‎ 1970, p. 271–275
- (sr) « Vojnički zakon » [« Le droit militaire »], Revue de la Faculté de philosophie de l'université de Belgrade, no XII-1,‎ 1974, p. 305–309
- (sr) « Knez Lazar i obnova srpske države » [« Le prince Lazare et le renouveau de l'État serbe »], O knezu Lazaru, Belgrade,‎ 1975, p. 1–11
- (sr) « Stavilac » [« Le stavilac »], IČ, no XXIII,‎ 1976, p. 5–21
- (sr) Sima Ćirković et Rade Mihaljčić, Istorija srpskog naroda : Od najstarijih vremena do Maričke bitke (1371) [« Histoire du peuple serbe : Des temps les plus reculés jusqu'à la bataille de la Maritsa »], vol. 1, Belgrade, Srpska književna zadruga, 1981 (lire en ligne), « Osvajanja i odolevanja: Dušanova politika 1346-1355 (Conquêtes et résistances : la politique de Dušan (1346-1355)) »
- (sr) Rade Mihaljčić, Istorija srpskog naroda : Od najstarijih vremena do Maričke bitke (1371) [« Histoire du peuple serbe : Des temps les plus reculés jusqu'à la bataille de la Maritsa »], vol. 1, Belgrade, Srpska književna zadruga, 1981 (lire en ligne), « Početak Uroševe vladavine - spoljni napadi (Le début du règne d'Uroš - les attaques extérieures) »
- (sr) Rade Mihaljčić, Istorija srpskog naroda : Od najstarijih vremena do Maričke bitke (1371) [« Histoire du peuple serbe : Des temps les plus reculés jusqu'à la bataille de la Maritsa »], vol. 1, Belgrade, Srpska književna zadruga, 1981 (lire en ligne), « Dva Carstva (Deux empires) »
- (sr) Rade Mihaljčić, Istorija srpskog naroda : Od najstarijih vremena do Maričke bitke (1371) [« Histoire du peuple serbe : Des temps les plus reculés jusqu'à la bataille de la Maritsa »], vol. 1, Belgrade, Srpska književna zadruga, 1981 (lire en ligne), « Car i kralj: neuspešno savladarstvo (Empereur et roi : un règne infructueux) »
- (sr) Rade Mihaljčić, Istorija srpskog naroda : Od najstarijih vremena do Maričke bitke (1371) [« Histoire du peuple serbe : Des temps les plus reculés jusqu'à la bataille de la Maritsa »], vol. 1, Belgrade, Srpska književna zadruga, 1981 (lire en ligne), « Marička bitka (La bataille de la Maritsa) »
- (sr) Rade Mihaljčić, Istorija srpskog naroda : Doba borbi za očuvanje i obnovu države (1371-1537) [« Histoire du peuple serbe : L'ère des luttes pour la préservation et la reconstruction de l'État (1371-1537) »], vol. 2, Belgrade, Srpska književna zadruga, 1982 (lire en ligne), « Doba oblasnih gospodara (Le temps des seigneurs régionaux) », p. 21-35
- (sr) Rade Mihaljčić, Istorija srpskog naroda : Doba borbi za očuvanje i obnovu države (1371-1537) [« Histoire du peuple serbe : L'ère des luttes pour la préservation et la reconstruction de l'État (1371-1537) »], vol. 2, Belgrade, Srpska književna zadruga, 1982 (lire en ligne), « Kosovska bitka (La bataille du Kosovo) », p. 36-46
- Rade Mihaljčić, L‘État Serbe et l‘universalisme de la seconde Rome, Rome, Edizioni scientifiche italiane, coll. « Da Roma alla Terza Roma. Documenti e studi », 1983, p. 375–386
- (de) Rade Mihaljčić, Lexikon des Mittelalters, vol. III-6, Munich, 1985, « Djed, Dmitar Zvinimir, Dorf »
- (de) Rade Mihaljčić, Lexikon des Mittelalters, vol. III-6, Munich, 1985, « Dabiša »
- (de) Rade Mihaljčić, Lexikon des Mittelalters, vol. III-6, Munich, 1985, « Drijeva »
- (sr) Rade Mihaljčić, « Otroci », IG, nos 1-2,‎ 1986, p. 51–57
- (de) Rade Mihaljčić, Lexikon des Mittelalters, vol. V, Munich, 1990, « Lazar Hrebeljanović »
- (sr) Rade Mihaljčić, « Istorijska podloga izreke „Od Kulina bana“ » [« Le contexte historique du dicton « Depuis ban Kulin » »], IG, nos 1-2,‎ 1992, p. 7–13
- (sr) Rade Mihaljčić, « Vladarska titula gospodin » [« Le titre seigneurial de gospodin »], IG, nos 1-2,‎ 1992, p. 7–13
- (sr) « Kosovska legenda kao istorijski izvor », Annuaire de l'université Saint-Clément-d'Ohrid de Sofia, Sofia, nos 86–5,‎ 1992–1993, p. 51–59
- « La corégence dans l’État des Nemanić », Σύμμεικτα, Athènes, no 11,‎ 1998, p. 215–227
- (sr) « Prezimena izvedena od titula » [« Les noms de famille dérivés de titres »], Raskovnik, Belgrade, Tematski zbornik Marko Kraljević, istorija, mit, legenda, nos 87–88,‎ 1997, p. 9–34
- (sr) « Mara Hrebeljanović », Danica, Belgrade,‎ 1999, p. 127–147
- (sr) « Gospodar – vladarska titula Ivana Crnojevića » [« Gospodar – le titre du souverain Ivan Crnojević »], Zapisi, nos 3–4,‎ 1999, p. 7–15
- (sr) « Dušanov zakonik u sudskoj praksi » [« Le code de Dušan dans la pratique judiciaire »], Dušanov zakonik – 650 godina od njegovog donošenja, Banja Luka,‎ 2000, p. 35–50
- (sr) Rade Mihaljčić, « Povelja kralja Stefana Tvrtka I Kotromanića knezu i vojvodi Hrvoju Vukčiću Hrvatiniću » [« La charte du roi Stefan Tvrtko Ier Kotromanić au prince et voïvode Hrvoje Vukčić Hrvatinić »], Stari srpski arhiv (SSA), Belgrade, vol. 1,‎ 2002, p. 117–129
- (sr) Rade Mihaljčić, « Hrisovulja cara Uroša melničkom mitropolitu Kirilu » [« La chrysobulle de l'empereur Uroš au métropolite Kiril de Melnik »], Stari srpski arhiv (SSA), vol. 2,‎ 2003, p. 85–97
- (sr) Rade Mihaljčić, « Mljetske povelje cara Uroša » [« Las chartes de Mjlet de l'empereur Uroš »], Stari srpski arhiv (SSA), vol. 3,‎ 2003, p. 71-87
- (sr) Rade Mihaljčić, « Hrisovulja cara Uroša manastiru Hilandaru » [« La chrysobulle de l'empereur Uroš au monastère de Hilandar »], Stari srpski arhiv (SSA), vol. 4,‎ 2005, p. 151-160
- (sr) Rade Mihaljčić, « Hrisovulja cara Uroša manastiru Hilandaru o daru kaluđera Romana » [« La chrysobulle de l'empereur Uroš au monastère de Hilandar à propos du don du moine Roman »], Stari srpski arhiv (SSA), vol. 5,‎ 2006, p. 139-148
- (sr) Rade Mihaljčić et Irena Špadijer, « Slovo braće Brankovića manastiru Hilandaru » [« Le mot des frères Branković au monastère de Hilandar »], Stari srpski arhiv (SSA), vol. 6,‎ 2007, p. 151-166
- (sr) Rade Mihaljčić, « Povelja Stefana Ostoje Dubrovčanima » [« La charte de Stefan Ostoja Kotromanić aux habitants de Dubrovnik »], GPG, Banja Luka, vol. 1,‎ 200, p. 123-135
- (sr) Rade Mihaljčić, « Povelja kralja Ostoje kojom potvrđuje ranije darovnice Dubrovniku » [« La charte du roi Ostoja confirmant les subventions antérieures à Dubrovnik »], Stari srpski arhiv (SSA), vol. 7,‎ 2008, p. 163-176